# يوجين لاندي
كان يوجين إلسورث لاندي (26 نوفمبر 1934- 22 مارس 2006) عالم نفسي أمريكي معروف بأسلوب علاج غير تقليدي يمتد على مدار اليوم كاملًا، وبعلاجه للمشاهير. يعتبر بريان ويلسون -من فرقة بيتش بويز- أشهر مرضاه، وقد شكل معه شراكة تجارية وإبداعية مهيمنة في ثمانينيات القرن الماضي.
اهتم لاندي بمجال الاستعراض، عندما كان مراهقًا، إذ أدار لفترة وجيزة أعمال الموسيقي جورج بنسون. درس علم النفس خلال الستينيات وحصل على الدكتوراه من جامعة أوكلاهوما. بعد انتقاله إلى لوس أنجلوس، تعامل مع العديد من العملاء المشهورين، كالموسيقي أليس كوبر والممثلين ريتشارد هاريس ورود ستايغر ومورين ماكورميك وجيج يونغ. طور لاندي نظام غير تقليدي يمتد على مدار 24 ساعة يهدف إلى تحقيق الاستقرار لمرضاه من خلال الإدارة الدقيقة لحياتهم مع فريق من المستشارين والأطباء.
أصبح بريان ويلسون أحد مرضى برنامج لاندي في عام 1975، ولكنه أقيل في غضون عام بسبب الرسوم المرهقة. في عام 1982، أعيد تعيين لاندي كمعالج لويلسون، وأصبح فيما بعد المنتج التنفيذي ومدير الأعمال وكاتب الأغاني المشارك ومستشار الأعمال الخاص به. شارك لاندي في إنتاج أول ألبوم منفرد لبريان ويلسون في عام 1988، وألبومه التالي غير المنشور، سويت إنسانيتي في عام 1991، ويعتقد أنه كتب سرًا أجزاء من مذكرات ويلسون الأولى بعنوان: ألن يكون ذلك لطيفًا: قصتي الخاصة (1991).
في عام 1989، ألغت ولاية كاليفورنيا رخصة مهنة لاندي وسط اتهامات بانتهاكات أخلاقية وسوء معاملة المرضى. استمر لاندي في العمل كشريك في أعمال ويلسون إلى أن صدر في عام 1992 أمر تقييد منع لاندي من الاتصال بالموسيقي مرة أخرى. بعد التسعينيات، واصل لاندي ممارسته بترخيص من ولاية نيو مكسيكو وهاواي حتى وفاته. في عام 2014، جُسدت علاقة لاندي بويلسون في فيلم السيرة الذاتية لاف آند ميرسي الذي يؤدي فيه بول جياماتي دور لاندي.

## فترة العلاج الأولى لبريان ويلسون (1975- 1976)
وظفت زوجة ويلسون مارلين لاندي في البداية لعلاج بريان ويلسون في أكتوبر 1975. ووفقًا لمارلين، لقد حاولت العثور على أطباء يمكنهم التعامل مع زوجها لعدة سنوات، لكن قدرة بريان على خداعهم جعلت مهمة العثور على شخص يمكنه التعامل معه على مستواه الخاص صعبة. خلال الربيع والصيف السابقين، وظفت ابن عم ويلسون، لاعب كرة السلة ستان لوف، للإشراف على أنشطة ويلسون اليومية والتصدي لتدهوره الجسدي، ثم عثرت على أطباء ومعالجين نفسيين له، لكنه رفض حضور الجلسات. بعد أن سمعت عن لاندي من صديق، التقت به مارلين لمناقشة الوضع. أخبرها لاندي أن بريان مصاب بفصام غير مشخص وغير معالج. قالت مارلين إنه خلال إحدى زيارات لاندي لمنزلهم، دخل بريان الغرفة وقال: ثمة خطبٌ ما بي. أحتاج إلى مساعدتك، وهذا بدأ كل شيء.

تمرد ويلسون علنًا ضد البرنامج، قائلًا إن السبب الوحيد وراء موافقته عليه هو أنه لن يلتزم بمؤسسة معنية بالأمراض النفسية. في إطار برنامج لاندي، أُجبر ويلسون على الالتزام بنظام من التمارين ومعدل إنتاجية محدد، بالإضافة إلى تحديد اجتماعاته مع أصدقائه الذين اعتبروا مؤثرات سلبية. على حد تعبير لاندي:
كان عليّ أن أكون أكثر جنونًا من بريان. لا يوجد سوى مساحة كافية لشخص مجنون واحد في رأس بريان، ويجب أن أكون أنا. يجب أن أكون القوة المطلقة في هذا الموقف. ... قلت موجهًا حديثي له بأنه يجب أن ينهض من الفراش ويبدأ بعيش حياة طبيعية، ثم قال: اجعلني أقوم بذلك. كيف تجعل الرجل ينهض من السرير بعد فترة طويلة؟ أتشرح ذلك له أولًا؟ لا، أنت ترمي الماء عليه أولًا. هذا كل ما فعلته. حذرته، ثم رميت الماء عليه فنهض.
ادعى ريك نيلسون، مدير جولات بيتش بويز، في وقت لاحق أن لاندي حاول فرض سيطرة فنية غير مرحب بها على الفرقة. أثناء تسجيل ألبوم الفرقة، 15 بيغ ونز في عام 1976، أشرف لاندي على اجتماعاتهم، وقيل إن المناقشات حول كل أغنية امتد لنحو ثماني ساعات تقريبًا. ادعى تقرير آخر أن لاندي طلب نسبة مئوية من دخل الفرقة. بناءً على إصرار لاندي، ظهر ويلسون في ساترداي نايت لايف، واختار أداء عرض بيانو منفرد لأغنية غود فايبراشنز، وهذا حظي بردود فعل متباينة. وقف لاندي بعيدًا عن الكاميرا حاملًا لافتات موجهة لويلسون كتب عليها كلمة ابتسم. قال إن النقاد لم يدركوا المغزى من هذا التمرين، موضحًا أن أداء ويلسون كان فظيعًا عند النظر إليه كخطوة واحدة، ولكنه إذا استمر في الظهور، فسيتغلب تدريجيًا على رعبه من المسرح.
طلب لاندي في البداية رسومًا شهرية قدرها 10000 دولار أمريكي، ثم رفعها تدريجيًا لمبلغ قدره 18000 دولار أمريكي. طرد ستيف لوف، ابن عم ويلسون ومدير الفرقة، لاندي في ديسمبر 1976 عندما رفع لاندي أتعابه إلى 20000 دولار أمريكي (أي ما يعادل 95000 دولار أمريكي في عام 2021). بحلول هذا الوقت، خاب ظن مارلين في الطبيب وطلبه الحصول على تعويض إضافي. تذكر مارلين مواجهة لاندي في مكتبه مع زوجها، وخلال ذلك، شتم بريان لاندي بقوله: يا ابن العاهرة! قالت مارلين: عليك أن تفهم أنني لم أرَ بريان أبدًا عنيف جسديًا مع شخص ما، ولكنه حينها جمع قبضته وبدأ في لكم الرجل، ثم بدأتُ بالصراخ. قال لاندي: لا لا لا، دعيه يفعل ذلك، دعيه يفعل ذلك! ... يجب أن يفرغ غضبه مني، وتابعت: كانت تلك جلسة علاجية، إن كنت تستطيع تصديق ذلك.
يصف لاندي ألبوم 15 بيغ ونز على أنه النجاح الكبير الوحيد الذي حققته فرقة بيتش بويز في السنوات الأخيرة، وقال: لقد فعلنا أنا وبريان ذلك معًا. بعد ذلك مباشرةً، اضطررت إلى المغادرة. ... كنت مهتمًا بجعل بريان إنسانًا كاملًا، بينما كانوا [إدارة بيتش بويز] مهتمين بإنجاز ألبوم عام 1977 في الوقت المناسب. سُئل ويلسون في 1977 عما إذا كان لاندي يملك سيطرة كبيرة؛ قال: اعتقدت ذلك، لكني لم أستطع فعل شيء حيال الأمر، واستسلمت له في النهاية. ... [كان] يسيطر على حياتي بشكل قانوني من خلال زوجتي... لقد ساعدني بالتأكيد. لقد كلف الأمر أكثر من مئة ألف دولار، فقد كان يتقاضى الكثير من المال بالفعل كل شهر. أفاد ويلسون لاحقًا أنه استبدل لاندي بطبيب مختلف.

## الإرث
في عام 1995، علق المنتج الموسيقي دون واز متحدثًا عن ويلسون: لقد كان مختلفًا تمامًا عن صورته العامة كشخص منهك بالمخدرات أو شخص مشلول ومعتمد على طبيب نفسي جشع. ... كنت أعرف لاندي. كنت قريبًا منهم إلى أن انتهى الأمر. رأيت نوعًا من المنطقة الرمادية هناك؛ إذ لم يكن لاندي ذاك الرجل الشرير الذي سيطر على بريان فقط، بل يجب أن يعزى إليه الفضل بإنقاذ حياته... كان لاندي الرجل الوحيد المعروف بقدرته على التعامل مع بريان، الذي يعتبر حالة استثنائية ضخمة. 
عندما سئل عن رد فعله حيال وفاة لاندي، أجاب ويلسون: كنت محطمًا. اقتبست كارني ابنة ويلسون عن والدها قوله: مات الدكتور لاندي اليوم. أعرف أن الكثير من الناس لم يحبونه، لكني أحببته. في عام 2015، قال ويلسون: اعتقدت أنه صديقي، لكنه كان رجلًا ملعونًا للغاية. إضافةً لذلك قال ويلسون: ما زلت أعتقد بأنني استفدت. أحاول التغاضي عن الأشياء السيئة، وأكون ممتنًا لما تعلمته منه.